# Neue Synagoge (Ostrów Wielkopolski)

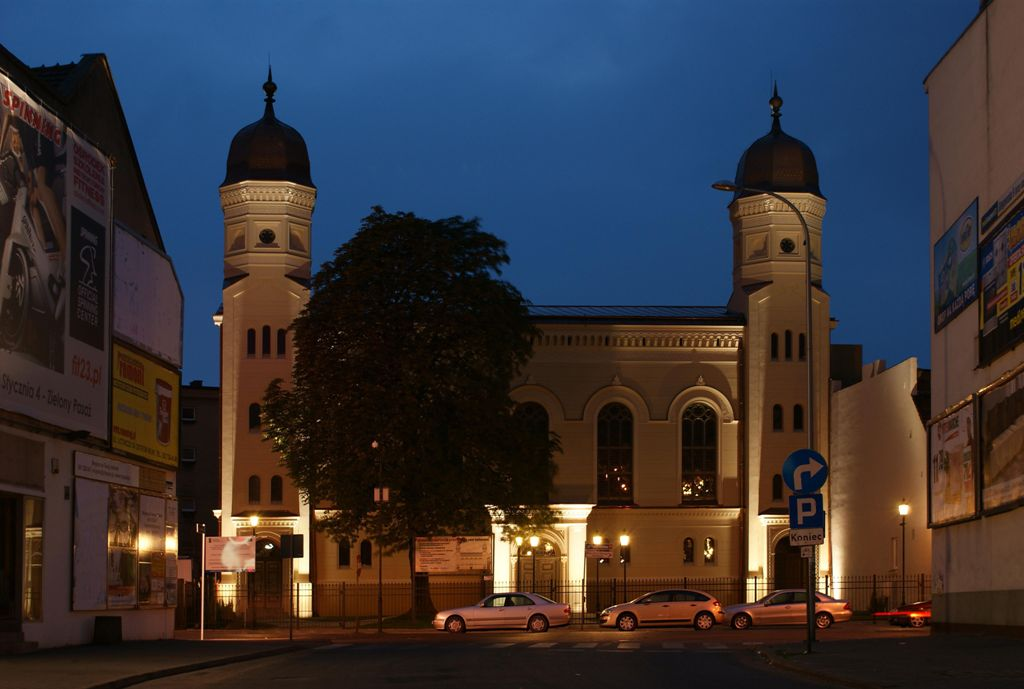
Die Synagoge nach der Renovierung

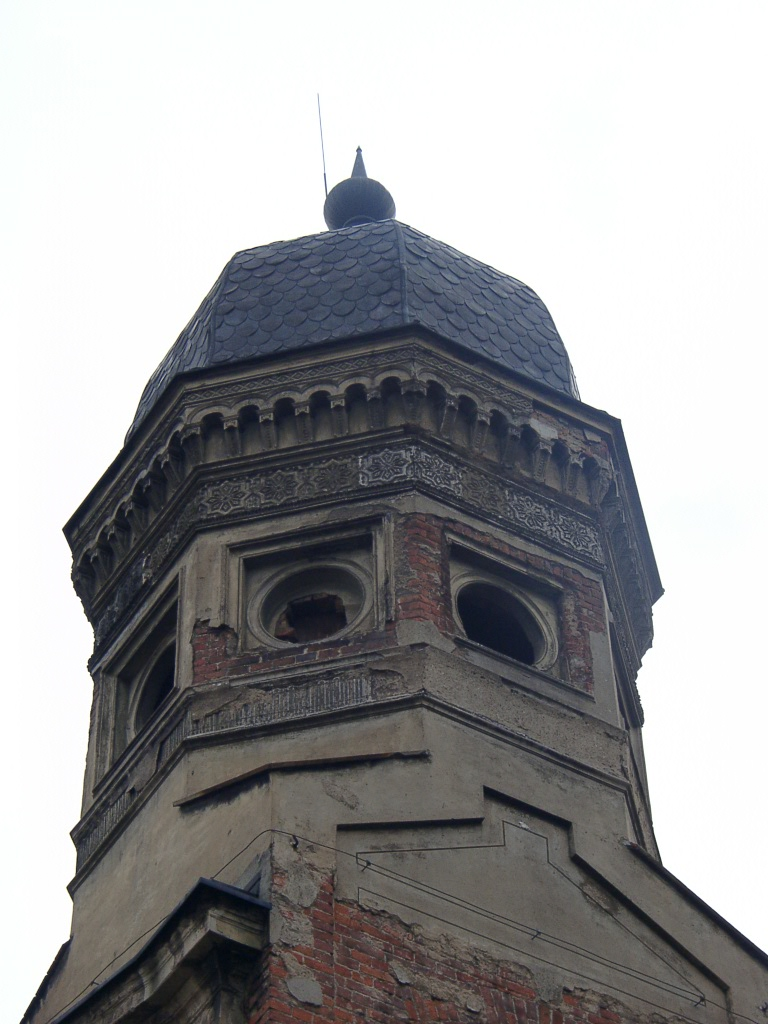
Ein überkuppelter Turmaufsatz

Die Neue Synagoge Ostrów Wielkopolski ist eine Synagoge in Ostrów Wielkopolski in Polen. Sie steht unter Denkmalschutz und ist ein Kulturdenkmal.

## Geschichte
Die Grundsteinlegung erfolgte am 7. April 1857 durch den Rabbiner aus Kępno, Mojżesz Stössel (deutsch: Moses Stössel). In den Jahren 1857 bis 1860 wurde der Sakralbau nach Plänen des Architekten Moritz Landé im maurisch-byzantinischen Stil errichtet. Im Zweiten Weltkrieg wurde die Synagoge beschädigt.
1946 schlug die Polnische Volksarmee vor, in der Synagoge ein Theater mit einem Sinfonieorchester einzurichten. Jüdische und staatliche Behörden lehnten jedoch damals die Nutzung des Gebäudes für künstlerische Zwecke ab. Die Renovierung der ehemaligen Synagoge konnte erst im Jahre 2010 aufgenommen werden.

## Beschreibung
Das Gebäude ist eklektizistisch in einer Verbindung aus Klassizismus und maurischen Bauelementen gestaltet worden. Die Rundbogenfenster des Bauwerks sind klassizistisch, wogegen die Turmaufsätze tempiettoartig und maurisch mit Stalaktitendekor versehen wurden. Die Fassade wurde mit Reliefs, Gesimsen, Maßwerk und Kuppeln bereichert. Bemerkenswert ist die Ähnlichkeit mit den maurischen Synagogen von Adolf Wolff, z. B. mit der Alten Synagoge in Ulm.
Das Innere des Sakralbaus, Arkaden, Emporen und Toraschrein, wurden mit Hufeisenbögen gegliedert und in einer Blau-Gold-Farbkombination gestaltet.